# František Valošek
František Valošek (Frýdek-Místek, 1937. július 12. – Ostrava, 2023. július 31.) olimpiai ezüstérmes csehszlovák válogatott cseh labdarúgó, csatár.

## Pályafutása

### Klubcsapatban
1959 és 1966 között a Baník Ostrava labdarúgója volt.

### A válogatottban
1961 és 1965 között hat alkalommal szerepelt a csehszlovák válogatottban. 1964-ben öt alkalommal játszott a csehszlovák olimpiai válogatottban. Tagja volt az 1964-es tokiói olimpiai játékokon ezüstérmes csapatnak.

## Sikerei, díjai
Csehszlovákia
- Olimpiai játékok
  - ezüstérmes: 1964, Tokió

## Statisztika

### Mérkőzései a csehszlovák válogatottban
| Csehszlovákia | Csehszlovákia      | Csehszlovákia                   | Csehszlovákia | Csehszlovákia | Csehszlovákia | Csehszlovákia | Csehszlovákia | Csehszlovákia |
| #             | Dátum              | Helyszín                        | Hazai         | Eredmény      | Vendég        | Kiírás        | Gólok         | Esemény       |
| ------------- | ------------------ | ------------------------------- | ------------- | ------------- | ------------- | ------------- | ------------- | ------------- |
| 1.            | 1961. március 26.  | Prága, Strahov-stadion          | Csehszlovákia | 2 – 1         | Svédország    | barátságos    | -             |               |
| 2.            | 1962. október 28.  | Pozsony, Tehelné pole           | Csehszlovákia | 2 – 1         | Lengyelország | barátságos    | -             |               |
| 3.            | 1962. november 21. | Berlin, Walter Ulbricht Stadion | NDK           | 2 – 1         | Csehszlovákia | NEK-selejtező | -             |               |
| 4.            | 1964. május 17.    | Prága, Strahov-stadion          | Csehszlovákia | 2 – 3         | Jugoszlávia   | barátságos    | -             |               |
| 5.            | 1965. április 25.  | Pozsony, Tehelné pole           | Csehszlovákia | 0 – 1         | Portugália    | vb-selejtező  | -             |               |
| 6.            | 1965. május 30.    | Bukarest, Augusztus 23. Stadion | Románia       | 1 – 0         | Csehszlovákia | vb-selejtező  | -             |               |
|               | Összesen           |                                 |               | 6             | mérkőzés      |               | 0             | gól           |